# Џеј-Кеј Роулинг
Џоана „Џо” Мари (девојачко Роулинг, енгл. Joanne "Jo" Murray, Rowling; Бристол, 31. јул 1965), познатија под списатељским именом Џеј-Кеј Роулинг (енгл. J. K. Rowling), енглеска је књижевница најпознатија као ауторка серије књига о Харију Потеру.

## Биографија
Након дипломе на Универзитету у Екстеру (енгл. University of Exeter) 1989. године почиње да ради за Амнести интернашонал (енгл. Amnesty International) у Лондону, где почиње са писањем авантура Харија Потера. Почетком деведесетих путује у Португал где даје часове енглеског језика за странце, али се након кратког брака и рођења кћери враћа се у Уједињено Краљевство и настањује се у Единбургу. Живећи од социјалне помоћи, уз давање приватних часова, наставила је с писањем.

## Хари Потер
Њена прва књига у серији, Хари Потер и Камен мудрости (1997), остварила је изванредан успех, обраћајући се истовремено деци (циљаној публици) и одраслима. Живим описма и маштовитом окосницом приче, представља авантуре неочекиваног хероја Харија Потера, усамљеног сирочића који открива да је у ствари чаробњак, и прављује се у Хогвартсову школу чаробњаштва и магије. Књига је освојила многе награде, укључујући Бритиш бук авард.
Следе наставци: Дворана тајни, Затвореник из Аскабана, Ватрени пехар, Ред феникса, Полукрвни принц, Реликвије смрти, Уклето дете — такође бестселери, издани у више од 200 земаља и преведени на преко 60 језика. У 2001. години су објављени Фантастичне звери и где их наћи и Квидич кроз векове, са приходима намењеним у добротворне сврхе. Серија је заиста потакла ентузијазам међу децом и заслужна је за стварање новог занимања за читањем. Филмска верзија првог наставка снимљена је 2001. године и постала један од најгледанијих филмова на свету. Остали наставци су такође врло успешно екранизовани. У марту 2001. године, Роулинговој је додељена титула OBE (енгл. Officer of the Order of the British Empire, Официр Ордена Британског царства).

## Каснији рад
Прву књигу после Хари Потер серијала Роулингова је објавила у септембру 2012. године. То је био роман за одрасле Упражњено место. Веома успешно је продаван у Уједињеном Краљевству, где га је за три недеље купило милион људи. У Србији, роман је објавила издавачка кућа Евро-ђунти, а преводиоци су били Весна и Драшко Рогановић, који су превели и књиге о Харију Потеру. Упражњено место је била најпродаванија књига на Београдском сајму књига 2012. Упркос великом комерцијалном успеху, роман је добио мешовите критике.
Следећа књига коју је Роулингова написала била је криминалистички роман Зов кукавице. Објавила ју је у априлу 2013, под псеудонимом Роберт Галбрејт. Да је она прави аутор открило се тек у јулу исте године. Зов кукавице је први део серијала, који ће списатељица наставити да објављује под псеудонимом.
Роулингова је 2016. године написала и први филмски сценарио за филм Фантастичне звери и где их наћи. Написала је сценарио и за наставке Фантастичне звери: Гринделвалдови злочини (2018) и Фантастичне звери: Тајне Дамблдора (2022).

## Дела
Хари Потер серијал:
- Хари Потер и Камен мудрости (1997)
- Хари Потер и Дворана тајни (1998)
- Хари Потер и затвореник из Аскабана (1999)
- Хари Потер и Ватрени пехар (2000)
- Хари Потер и Ред феникса (2003)
- Хари Потер и полукрвни принц (2005)
- Хари Потер и реликвије Смрти (2007)

Додаци Хари Потер серијалу:
- Фантастичне звери и где их наћи (2001)
- Квидич кроз векове (2001)
- Приповести Барда Бидла (2008)
- Хари Потер и уклето дете (2016)
- Фантастичне звери и где их наћи (оригинални сценарио) (2016)
- Фантастичне звери: Гринделвалдови злочини (оригинални сценарио) (2018)
- Фантастичне звери: Тајне Дамблдора  (оригинални сценарио) (2022)

Други романи:
- Упражњено место (2012)
- Зов кукавице (2013)
- Икабог (2020)

### Кратке приче
- Хари Потер претходница (јул 2008)

### За одрасле
- (27. септембар 2012)

#### Корморан Страјксерија (као Роберт Галбрејт)
1. (18. април 2013)
2. (19. јун 2014)
3. (20. октобар 2015)
4. (18. септембар 2018)

### Друго
- McNeil, Gil and Brown, Sarah, editors (2002). Foreword to the anthology Magic. Bloomsbury.
- Brown, Gordon (2006). Introduction to "Ending Child Poverty" in Moving Britain Forward. Selected Speeches 1997–2006. Bloomsbury.
- Sussman, Peter Y., editor (26 July 2006). "The First It Girl: J. K. Rowling reviews Decca: the Letters by Jessica Mitford". The Daily Telegraph.
- Anelli, Melissa (2008). Foreword to Harry, A History. Pocket Books.
- Rowling, J. K. (5 June 2008). "The Fringe Benefits of Failure, and the Importance of Imagination". Harvard Magazine.
  - J. K. Rowling, Very Good Lives: The Fringe Benefits of Failure and Importance of Imagination. ISBN 978-1-4087-0678-7., illustrated by Joel Holland, Sphere, 14 April 2015, 80 pages.
- Rowling, J. K. (30 April 2009). "Gordon Brown – The 2009 Time 100". Time magazine.
- Rowling, J. K. (14 April 2010). "The Single Mother's Manifesto". The Times.
- Rowling, J. K. (30 November 2012). "I feel duped and angry at David Cameron's reaction to Leveson". The Guardian.
- Rowling, J. K. (17 December 2014). Isn't it time we left orphanages to fairytales? The Guardian.
- Rowling, J. K. (guest editor) (28 April 2014). "Woman's Hour Takeover". Woman's Hour, BBC Radio 4.[8]